# 户家塬镇
户家塬镇，是中华人民共和国陕西省商洛市山阳县下辖的一个乡镇级行政单位。
2015年，陕西省民政厅批复同意撤销牛耳川镇，并入户家塬镇。

## 行政区划
户家塬镇下辖以下地区：
户家塬村、寺坡村、康家岭村、九里坪村、磨坡村、桃园村、党家垣村、九湾街道村、丁家沟村、程坪村、吴家山村、竹凹村、小河沟村、太阳洼村、西坪村、观音堂村、萝卜沟村、姬家河村、宋川村、韦家垭村、下高山村、柴家坡村、牛耳川街道村、户家沟村、尹家湾村、西沟村、武王沟村、竹沟村、关下村和下娘娘庙村。